# ミーン・ジョー・グリーン
ジョー・グリーン (Charles Edward Greene 1946年9月24日 - ）は、アメリカ合衆国テキサス州テンプル出身のアメリカンフットボールの元選手である。「ミーン・ジョー・グリーン」の愛称で知られる。ディフェンシブタックルとして、1969年シーズンから1981年シーズンまでピッツバーグ・スティーラーズ一筋で13年間プレーした。
強いリーダーシップ、闘争心、対戦相手を圧倒する気迫を有する選手として知られ、名将チャック・ノールの下で構築された「スティールカーテン（鉄のカーテン）」と呼ばれる強力ディフェンス陣の中心人物として活躍した。1970年代に黄金時代を迎えたピッツバーグ・スティーラーズの4度のスーパーボウル制覇に貢献し、最優秀守備選手を2度受賞するなど、NFL史上最も偉大なディフェンシブラインマンの一人と考えられている。
彼に率いられたスティーラーズのディフェンスは1974年のAFCチャンピオンシップゲームでオークランド・レイダースのラン攻撃をわずか29ヤードに抑えた。また第9回スーパーボウルではミネソタ・バイキングスのラン攻撃を17ヤードに抑えた。スーパーボウルでは彼はインターセプトとファンブルリカバーを記録した。
1969年のAFL/NFLドラフト1巡全体4位で指名された際は彼が北テキサス州立大学という弱小校出身であるため驚きを与えた。
1987年、プロフットボール殿堂入り。グリーンがスティーラーズでつけていた背番号75は2014年に永久欠番になっている。

## 人物
1979年にグリーンが出演したコカコーラのCM「ミーン・ジョー」は大きな話題となり、2004年に公開されたミラクルでは放送される場面がある。このCMは、第43回スーパーボウルの開催中、同じスティーラーズのトロイ・ポラマルによってリメイクされた。